# Борис Змейковски
Борис Змейковски (на македонска литературна норма: Борис Змејковски) е политик от Северна Македония, един от учредителите на ВМРО-ДПМНЕ, а също и на ВМРО-ВМРО.

## Биография
Змейковски е роден през 1956 година в Горно Лисиче, Скопие, тогава във Федерална Югославия. Като младеж през 1978 година участва в „Илинденския марш“ с коне от Горно Лисиче до местността Мечкин камен край Крушево. Остава със средно образование. В началото на 1990 година заедно с Драган Богдановски, Гойко Яковлевски, Владо Транталовски и Любчо Георгиевски основават ВМРО-ДПМНЕ, като е избран за неин генерален секретар. Същата година е избран за депутат от групата на ВМРО-ДПМНЕ.
През 2000 година влиза в спор с Любчо Георгиевски и Доста Димовска, след което напуска ВМРО-ДПМНЕ и основава своя партия ВМРО-ВМРО (Истинска). Борис Змейковски влива ВМРО-ВМРО в структурите на ВМРО-ДПМНЕ, след като е избран новия ѝ председател Никола Груевски. През април 2012 година излиза биографичната книга „Борис Змејковски – современиот Дамјан Груев“ на Бранислав Синадиновски. Гойко Яковлевски реагира с отворено писмо до медиите в Република Македония, че много от твърденията в книгата са лъжи, включително тезата, че Борис Змейковски е бил първият идеолог на ВМРО-ДПМНЕ.